# Neronova kampanja u Jermeniji
Neronova kampanja u Jermeniji vođena je od strane Rimskog carstva pod Neronovom upravom, kao prvi ozbiljniji test za novu carsku administraciju i upravu, koja je počela da funkcioniše stupanjem Nerona Klaudija Cezara Avgust Germanika (po rođenju Lucius Domitius Ahenobarbus), na presto 54. godine. Naime ova Neronova kampanja je trebalo da pokaže kako će reagovati Neron i kako će se pokazati u rešavanju nasleđenih problema od klaudijevske administracije na spoljno – političkom planu, i kako će regulisati istočnog pitanja koje se javljalo u vezi sa kontrolom narušene vlasti nad Jermenijom.

## Jermenija pre i za vreme ranog antičkog perioda
Kraljevina Jermenija koja je bila na vrhuncu svoje moći u doba Tigrana Velikog (vladao 95. p. n. e.—66. p. n. e.), leži na visoravni koja okružuje biblijsku planinu Ararat na kojoj se prema predanju zaustavila Nojeva barka nakon velike poplave (Stari zavet; Knjiga Postanja 8.4).
Savremena arheološka istraživanja svedoče o razvijenom vinarstvu na teritoriji Jermenije iz perioda oko 4.000. p. n. e. i to je jedan od dokaza postojanja najranijih civilizacija na tom području.
U bronzanom dobu na području Velike Jermenije postojalo je nekoliko razvijenih civilizacija, uključujući Hetitsko carstvo na vrhuncu moći, Mitansko kraljevstvo na jugozapadu istorijske Jermenije i Hajasa-Azi carstvo (1500—1200. p. n. e.).
Između 12. i 9. veka p. n. e. na području Jermenske visoravni svoje državu su imali i Nairi, kao i Urartu (1000—600. p. n. e.). Svi ovi narodi i plemena su učestvovali u etnogenezi savremenog jermenskog naroda.
Jerevan, savremena prestonica Jermenije je osnovan 782. p. n. e. od strane kralja Argištija I.
Kraljevina Jermenija je formirana oko 600. p. n. e. pod jermenskom dinastijom Orontida (Yervanduni). Država je dostigla svoj vrhunac moći u periodu između 95. i 66. p. n. e. pod vladavinom kralja Tigrana Velikog, i u tom periodu je bila jedna od najmoćnijih sila u regionu. Kroz njenu istoriju smenjivali su se periodi nezavisnosti i vazalstava. Na to je uticao strateški veoma povoljan položaj Jermenije između dva kontinenta, koji joj je kroz istoriju zadavao mnogo nevolja i dovodio do čestih invazija susednih naroda, poput Asiraca, Grka, Rimljana, Vizantinaca, Arapa, Mongola, Persijanaca, Osmanlija i Rusa.

## Uslovi u Jermeniji pre dolaska Nerona na vlast
Klaudijeva, nerazumna spoljna politika je imala značajan uticaj na građanske ratove u Iranu i Jermeniji koji su pretili rimskim pozicijama u ovom delu sveta. Na to je uticao i nedostatak prethodnog iskustva Klaudija kao vladar. Iako mnogobrojni epigrafski i arheološki podaci i drugi nalazi dokazuju da se Klaudije temeljno posvetio svojoj dužnosti i rešavanju problema u Rimskom carstvu uključujući i ovaj u Jermeniji, u rimskoj istoriografiji, u prvom redu u prosenatorskim nostalgičarski krugovima, predstavljen je kao čovek slabog karaktera, koji više voleo knjigu nego upravljanje državom i kojim se lako moglo manipulipulisati.
Iskoristivši slabosti spoljne politike Klaudija, Parti su povratili pozicije u Jermeniji, u kojoj je 37. godine na vlast došao proiranski Orod. Sa smrću Artabana II u Iranu su izbili neredi, uzrokovani time ko će biti novi vladar. Glavni pretendent je bio Gotarz II, adoptivni sin Artabana II, koji je pogubio Artabana III (sina Artabana II), njegovu suprugu i sina. To je izazvalo napad Vardana (možda mlađeg sina Artabana II) koji je za dva dana sa vojskom prešao oko 450 km. To je iznenadilo Gotarza II koji je se morao dati u beg. Jedino je veliki grad Seleukija (u današnjem središnjem Iraku, kod današnjeg Bagdada) odbio da prizna vlast Vardana. Vardan je odmah Seleukiju stavio pod opsadu, a za to vreme Gotarz II je uz pomoć (iranskih naroda) Daksa i Hirkanaca započeo ponovo građanski rat. To je prisililo Vardana da napusti opsadu Seleukije i da se ulogori u dalekoj baktrijskoj ravnici.
Građanski rat u iranskom svetu pokušao je da iskoristi Mitridat (nekadašnji jermenski kralj, koji je bio ranije bačen u tamnicu po naređenju Kaligule) kako bi povratio vlast u Jermeniji. Veliku pomoć mu je informacijama i vojskom pružao brat Farazman, (kralj Iberije), a i rimska intervencija je bila pokrenuta u korist Mitridata kako bi se u Jermeniji uklonili propartski elementi.
Rimsko – iberska intervencija iz 42. godine je bila uspešna. Demonakt, partski satrap Jermenije, je bio potučen i Jermeni više nisu pružali otpor. Manji otpor je još pružao Kotij, kralj Male Jermenije, ali ga je jedno Klaudijevo pismo prisililo da Jermenija prihvati vlast Mitridata.
Kako su odnosi između braće Mitridata i Farayama bili narušeni, oko 51-52. gododine., Farazman je ubedioi i podržao svoga sina Radamista da napadne svoga strica i preotme mu Jermeniju. Izdan od potkupljenog rimskog zapovednika tvrđava u koju se sklonio, Mitridat se predala i on je pogubljen. Kapadokijski namesnik Julije Pelign (Iulius Paelignus) je ipak napao i pustošio Jermeniju (kasnije je prešao na stranu Radamista), dok je sirijski legat Gaj Umidije Durmije Kvadrat (Caius Ummidius Durmius Quadratus), poslao trupe( pod komandom Helvidija Priska) da uspostave red, ali je opozvan jer Rim nije želeo rat sa Partima.
Iransko – partski šah Vologes I tako]e je nastojao iskoristiti priliku i poslao je vojsku, izbacujući Iberce i postavljajući svoga brata Tiridata za vladara Jermenije.
Međutim zimska epidemija koja je izbila, prisilila je Parte na povlaćenje, a Radamist se vratio strogo kažnjavajući one jermenske gradove koji su se bili predali Partima. Tako je Vologesa I (sin Vonona II) koji je konačno uspostavio trajniju vladavinu (i pored niza iskušenja, ratova i problema) vladao u iranskom svetu od 51. do 78. gododine.

## Pripreme Nerona za kampanju u Jermeniji
Za Nerona koji je nasledio Klaudija Jermenija je bila važna tampon država na granicama Rimskog i Patskog carstva. Iransko – partska kontrola nad Jermenijom, oličena u prisustvu arsakidskih trupa te postavljanju Tiridata na presto je za Rimsku državu bila nezamisliva i brza reakcija Nerona je bila za očekivanje. Tako da je nerešeno pitanje vlasti na istočnoj granici carstva vodilo je u prvi veći sukob Partije i Rima još od vremena Antonijevog pohoda. A neposredni uzrok tih sukoba bio je pohod Parta na Jermeniju koja je bila rimska klijentska država još od vladavine cara Oktavijana Avgusta.
Neron, koji je došao na vlast sa 17 navršenih godina bio je najmlađi princeps do tada, i nije imao apsolutno nikakvog prethodnog iskustva u državničkim i dužnosničkim poslovima. Da bi prevazišao svoje nedostatke vladara on se na samim počecima princepske dužnosti oslanjao na snažne osobe u svojoj neposrednoj blizini. Od prvog dana kao glavni savetnici mladoga Nerona nametnuli su se Seneka i Afranije Bur (koji je u tadašnjoj rimskoj javnosti važio kao ozbiljna osoba sa vojničkim iskustvom strogim načinom života)
Afranije Bur je za Neronovu kampanju u Jermeniji predložio prethodinu regrutaciju rimskih građana u istočnim provincijama Rimskog carstva, i nakon izvršene popune i ojačanja legija na istoku carstva nedostajućim ljudstvom njihovo prebacivanje bliže Jermeniji.
Savezničkim kraljevima na ovom prostoru Agripi II i Antiohu IV Epifanu, kralju Komagene naređeno je da pripreme trupe kako bi bile spremne na upad na partsku teritoriju.
Kako bi se učvrstila rimska pozicija pred predstojeći dugogodišnji rat na istoku carstva, Mala Jermenija je prepuštena na vladavinu Aristobulu, prvom rođaku Agripa II (sinu njegovog strica Heroda) a oblast Sofeneu, Sohemu zajedno sa kraljevskim dostojanstvom.
Istovremeno na istoku se pojavio i suparnik Vologesu I — njegov sin Vardana, pa su se iranski Parti povukli iz Jermenije.
Na istok je odmah upućen Gnej Domitijus Korbulo (Gnaeus Domitius Corbulo, Peltuinum, 7 – 67 godine) koji je praktično delio komandu nad trupama na istočnoj granici sa Kvadratom Umidijem (Caius Ummidius Durmius Quadratus), koji je ranije bio legat Gornjeg Ilirika), tadašnjeg legata Sirije.

## Zašto rat nije počeo 55. godine?
Tokom 55. gododine iako su obavljene sve pripreme, do „pravog” rata nije došlo, mada razlozi za to nisu potpuno jasni, jer je Vologes I poslao taoce iz reda najuglednijih pripadnika porodice Arsakida. Korbulo je tražio da mu se predaju taoci, a Kvadrat Umidij je to odbio. Dva čoveka su od tada postala protivnici.
Takođe Korbulo je morao i da se pozabavi stanjem svoje armije, koja je bila malodušna i raspojasana tokom boravka na bogatom Istoku.
Rat je privremeno odložen a strogi Korbulo je odmah krenuo u reorganizaciju trupa — otpustio je stare i bolesne vojnike, i zamenio ih novopristiglim regrutima iz Galatije i Kapadokije, kao i novom legijuom sa germanske granice, koja je stigla zajedno sa auksilijarnim jedinicama.
Kako bi ojačao vojsku u ovom periodu, pred očekujući rat, Korbul ju je izložeio teškim zimskim uslovima i još strožoj disciplini, u čemu je sam Korbulo svojim primerom i ponašanjem prednjačio ulivajući poštovanje i autoritet u redove svoje armije, na starinski rimski način.

## Tok kampanje za Jermeniju (58 — 63)

### 58. godina
„Pravi rat” buknuo je početkom 58. godine, kada je Korbulova armija u proleće te godine bila spremna za ofanzivu. Naime nakon što je Korbulo rasporedio trupe na bitne i strateški važne pozicija, naredio je da se krene u prvi napad (ali da se u toku napada mnogo ne rizikuje), jer je Tiridat primenio taktiku pokretljivosti, gerilski način ratovanja, u napadu na jermenske oblasti koje mu nisu bile lojalne.
Korbulo se brzo prilagodio gerilsekoj taktici protivnika, ne upuštajući se u otvorenu borbu. Naime on je svoje trupe rasporedio tako da su legati i prefekti mogli napadati na više mesta, dok su istovremeno u Tiridatovu Jermeniju upale i trupe Antioha IV i iberskog kralja Farazmana, kao i naroda Moshi.
Pokušaj pregovora Tridata sa Korbulom
Nakon što se Tiridat, u ovim uslovima bio izložen značajnom pritisku, poslao je poslanike da pregovaraju sa Korbulom, koji je odgovorio; da se Tiridat molbama obrati princepsu. Time je otpala mogućnost da se sastanu Korbul i Tiridata, jer su obojica imala skrivene namere vezano za taj sastanak. Tiridat, nije uspeo ni da preseče linije snabdevanja Korbulovih jedinica, koje su vodile sa Ponta i Trapezunta, pa se nije imalo o čemu pregovarati.
Prve frontalne bitke (Korbulova osvajanja Jermenije)
Ohrabrene ovim uslovima Korbulove trupe krenule su u zauzimanje i razaranje niza neprijateljskih utvrđenja, uključujući i uspešan napad na važno utvrđenje Volandum. Prilikom zauzimanja Volanduma gubici Korbulovih trupa su bili zanemarivi, ali je u naselju izvršen veliki masakr. Nakon toga trupe su upućene u prestonicu Artaksatu, i prisilile Tiridata da konačno iz gerilskog ratovanja pređe u frontalnu bitku.
Kada je Tiridat konačno bio prisiljen na frontalni bitku u kojoj nije uspeo zaustaviti prodor rimsko – auksilijarnih snaga (koje su činile tri legije: 3. Gallica, 6. Ferrata, 10. Fretensis), napustio je Artaksatu, koja se predala bez borbe. Iako su stanovnici pošteđeni, grad je iz strateških razloga uništen, jer Korbulo nije želeo da podeli svoje snage tako što bi morao da ostavi snažan garnizon da čuva novoosvojeni grad. Za ovu veliku pobedu Neron je nagrađen novim zvanjem imperatora.

### 59 — 60. godina
Nakon razaranja Artaksate, Korbulo je pokrenuo armiju na Tigranokertu 59. godine. Rimljani su marširali kroz vruću pustinju severne Mesopotamije i prešli Tigris. Ovog puta njihov cilj je bio Tigranakert (Silvan), drugi glavni grad Jermenije.
I pored toga što su Korbulovu armiju mučio nedostatak resursa i klimatsko–zemljišni uslovi područja kroz koji su marširali, Tigranokerta predala bez borbe, pre nego što su stigle legije. Ovaj put grad nije razoren a i njegovi stanovnici su pošteđeni. Stanovnici ovog jermenskog grada su Korbulu u znak prijateljstva predali kao poklon zlatnu krunu. Jedini značajniji otpor je pružilo utvrdenje Legerda.
Kralj Tiridat je pobegao, a pobeda Rima bila je potpuna.
Ponovni pokušaj Tiridata da upadne u pograničke oblasti Jermenije osujećen je akcijom legata Verulana, i ponovnom ofanzivom Korbula.
Novi vladari Jermenije
Posle uspešnih ratovanja Neron je za novog vladara Jermenije poslao Tigrana VI. (unuk zlosretnog Arhelaja), iz nekadašnje kapadokijske vladajuće porodice. Sa ovim činom imenovanja novog vladara smatralo se da je priča o Jermeniji u 60. godine. završena.
Briga o graničnim zonama Jermenije prepuštene je potčinjenim savezničkim kraljevima Farazmanu, Polemonu, Antiohu IV. i Aristobulu, a Korbulo je dobio na upravu provinciju Siriju nakon prirodne smrti Umidija Kvadrata.

## Novi sukobi

### 61. godina
Rimljani su znali da rat još nije završen, i nastavili su u 61. godini, da pojačavaju svoju vojsku u Kapadokiji sa dodatnim regrutima i novom legijom (V Macedonica)'. U isto vreme, Partijanci su se pripremali za novi rat. Vologas I je zaključio novi ugovor sa Hirčanima i ponovo krunisao svog brata Tiridata za kralja Jermenije.
Rimski plan za rat bio je dvostruka operacija, u slučaju da Partijanci napadnu Jermeniju, jedna armija se preselila iz Kapadokije duž severnog puta za Jermeniju (slično napadu u 58. godini). Ovo je trebalo da privuče partijsku vojsku na sever, otvarajući put za drugu rimsku vojsku koja je trebalo da se premesti iz Sirije duž južnog puta prema Tigriju (slično napadu u 59. godine). Ako bi se sve odvijalo po planu, partijska vojska bi se našla između dve rimske formacije i mogla bi biti uništena.
Vologes I nikako nije mogao da prihvati zbacivanje svoga brata i rimsku apsolutnu kontrolu nad Jermenijom. U sukob sa Rimskom državom ušao je kada je Tigran VI, 61. godine prešao jermensku granicu i napao Adijabenu (partsku vazalnu kraljevinu u severnoj Mesopotamiji), pljačkajući i pustošeći. Naime Volges I je kao povod iskoristio poziv Adijabenskog kralj Monobaza, koji je zatražio pomoć od Vologesa I, a i Tiridat je podsticao svoga pomalo opreznijeg brata na akciju i otvoreni rat sa Rimskom državom, smatrajući Tigrana VI za rimsku marionetu.
Kada je Vologes I odlučno ušao u rat sukob je poprimio punu žestinu. Korbulo se odlučio za odbrambenu strategiju i zatražio je nove trupe i novog zapovednika koji bi branio Jermeniju i Kapadokiju, dok bi on održavao granicu na Eufratu.
Iako su Partsko — iranske i adijabenske trupe pod komandom Monesasua započele žestoku kontraofanzivu na Tigrana VI, one nisu uspele da zauzmu utvrđenu Tigranokertu u koju se sklonio Tigran VI.
Borbe su privremeno zaustavljene pregovaranjima Korbulovog izaslanika sa Vologesom I, kada je došlo najverovatnije i do nekog tajnog sporazuma. Mones je dobio naređenje za povlaćenje, ali su i rimsko — auksilijarne snage povućene iz Tigranokerte.

### 62. godina
Tada (62. godine) u Jermeniju dolazi i Cesenije Pet (Lucius Iunius Caesennius Paetus) zapovednik za Jermeniju i Kapadokiju. On je dobio komandu nad 4. Scythica i 12. Fulminata legijama, teauksilijarnim jedinicama iz Ponta, Galatije i Kapadokije, a stigla mu je mu je i 5. legija Macedonica iz Mezije.
U ovim sukobima Korbulo je zadržao komandu nad sirijskom armijom, i Trećom, Šestom i Desetom legijom. I ovaj put Korbulo je pokazao da se ne može nikako složiti u zajedničkom zapovedanju, i između njega i Peta je došlo do niza sukoba i antagonizama što se štetno odrazilo na borbenu situaciju na frontu. U takvoj situaciji Korbulu je Petu prepustio najmanje obučene i iskusne legije, dok je za sebe zadržao one u najboljoj borbenoj spremnosti.
Ne čekajući legiju koja je dolazila iz Mezije i bez dovoljnih priprema i popunu resursa, Pet je prešao sa svojom armijom u Jermeniju. Iako je imao manje uspehe, dugačkim maršem preko jermenskog terena preterano je iscrpio vojnike i potrošio vojne zalihe. Pohod je okončao povratkom, nakon koga je napisao Neronu da je pobedio.
Za to vreme Korbulo je utvrdio linije odbrane na Eufratu, i izgradio most preko kojeg su prešle jedinice koje su zauzele niz pozicija sa partske strane reke. Ovaj brzi i uspešni manevar je doprineo da Arsakidi odustanu od ofanzive na Siriju i sve svoje nade i inicijative prebace na jermenski front.
Vologes I je lično predvodio veliku vojsku upućenu na ovo ratište, na Peta koji nije bio spreman. Svojim nesnalaženjem na frontu Pet je doveo armiju u nezavidnu situaciju, i morao je izvestiti Korbula o tome i zatražiti pomoć. Iako nije baš žurio, Korbulo je izdao naređenje za pokret dela svoje armije kako bi se pomoglo armiji u Jermeniji.
U međuvremenu je došlo do niza sukoba u kojima su Petove jedinice poražene i morale su se utaboriti u nizu logora blizu Randeje (Rhandeia). Kako se pritisak iranske vojske predvođene Vologesom I neprestano pojačavao Pet, zatvoren u jednom vojnom logoru (dok su mu se žena i sin sklonili u kastel Arsamosatu koju su isto napadali Iranci), bio je primoran da stupi u pregovore sa Vologesom I i njegovom braćom Tiridatom i Pakorom (kraljem Medije).
Postignuti dogovor je bio ponižavajući za Rimljane, jer su oni morali da napuste Jermeniju i da Irancima predaju kastele i zalihe, čak su morali i da izgrade jedan most na reci Arsanias preko kojeg je kasnije Vologes I. sedeći na slonu u trijumfu prešao. Za uzvrat se Vologes I obavezao da pusti Petovu armiju da se izvuće, i da pošalje izaslanike u Rim.
Petove trupe su se vratile u Kapadokiju, a Korbulove u Siriju. Korbulo i Vologes I su se ipak dogovorili da partske snage napuste Jermeniju, ali i da se rimsko — auksilijarne jedinice povuku sa leve strane Eufrata. Posle ovih događaja u Jermeniji je ostavljen Tiridat kao kralj, a Tigran VI prepušten je svojoj sudbini.

### 63. godina
U proleće 63. godine, Korbulo je opet okupirao Jermeniju. Komandovao je sa četiri legije. To je bila značajna sila i Vologas I i Tiridat su znali su da ovog puta rat više ne može biti dobijen. Sa druge strane, Korbulo je znao da će biti teško produžiti rat, jer je borba u planinskoj zemlji bila veoma teška, iscrpljujuća, a vojska izložena epidemiji.
U proleće 63. godine, Korbulo je opet okupirao Jermeniju. Komandovao je sa četiri legije. To je bila značajna sila, ali i Vologas I i Tiridat su znali da ovog puta rat više ne može biti dobijen. Sa druge strane, Korbulo je znao da će biti teško produžiti rat, jer je borba u planinskoj zemlji bila veoma teška, iscrpljujuća, a vojska izložena epidemiji.
Pre nego što su se vojske sukobile, sklopljen je mir. Rimski pregovarač bio je egipatski Jevrejin po imenu Julijus Aleksander (Tiberius Julius Alexander). Partijci su prihvatili da u budućnosti rimski car postavlja kralja Jermenije, a Rimljani su izjavili da ne žele produžiti rat. Dve strane su se složile da je Tiridat položi svoju krunu i vrati se u Rim, gde će ponovo dobiti novu dužnost od Nerona.

## Proglašenje Tridata za kralja Jermenije i period mira
Tiridat je posetio Rim 66. godine. u kome je srdačno i u punom sjaju primljen od Nerona, koji je naredio da se kapije hrama Janusa zatvore, tako simbolički obznanjujući da mir vlada rimskim svetom. Tiridat je i formalno postavljen od strane Nerona i Rimske Države za legalnog i priznatnog kralja Jermenije. Neron je takođe u znak podrške poslao zanatlije da pomognu Tiridatu u rekonstrukciji Artaksata.
Neron je i sa Vologesom I održava dobre odnose pa je Vespazijanu ponudio 40.000 vozara da mu pomognu u ratu protiv Vitelija.
Mir je bio značajna politička pobeda za Nerona. Imperator postaje posebno popularan na istoku, što će se nastaviti i dugo posle njegove smrti, sve do druge polovine 2. veka kada je car Trajan započeo sa agresivnijom politikom prema istoku.

## Epilog kampanje
Iako su Rimljani uspeli da osvoje Jermeniju, politički gledano, oni više nisu imali alternativne kandidate za jermenski presto, a Jermenijom su vladali iranski vladari. Iako je Jermenija zvanično bila rimski vazal, ona je istovremeno bila pod jakim uticajem Partijanca. Drevni istoričari, poput Festusa, smatraju da je Neron izgubio kampanju u Jermeniji.
Nepobitna je činjenica, da rat za Jermeniju nije imao pobednika. Ali Neronu, čija je popularnost sve više bila u opadanju, treba je heroj, i kao posledica toga, Korbulo je dobio najviše od svih mogućih počasti. Međutim, 67. godine, Neron je naredio korbulu da izvrši samoubistvo. Ne znamo tačan razlog, jer naš glavni izvor, Tacit, ne opisuje ovaj događaj. Korbulo je uradio ono što mu je car naredio, a kasnije generacije ga smatraju još jednom nevinom žrtvom Neronovog režima. Rezultat je bio da kasniji autori, kao što je Tacit, nisu bacali sumnju na Nerove pohvale o Korbul u njegovoj hvalisavoj autobiografiji. Tek u dvadesetom veku nastao je izbalansiraniji stav: da je Korbulo bio sposoban general, ali sigurno nije bio genije, kako ga je opisao Tacit.
Mir između Parte i Rima trajao je pedeset godina. Međutim, nije bilo rešeno pitanje Jermena, a područje istoka i dalje je bilo kontroverzno između Rima i Parte, a kasnije i Sasanideskog carstva.
Rat je takođe pokazao da sistem odbrane koji je postavio Augustus na istoku više nije bio pravilan. Region je reorganizovan u narednih nekoliko godina: broj legija je povećan, a provincije su bile naoružene. Istovremeno, uticaj Rima na Kavkazu Iberiji i Albaniji povećan u cilju strateškog uticaja nad bogatstvom Jermenije.

## Literatura
- Mesihović Salmedin Edicija — XII stolječa Rimskog svijeta Filozofski fakultet u Sarajevu, Oodsek za historiju, Sarejevo 2013.
- Bivar, A.D.H. (1983). „The Political History of Iran Under the Arsacids”.  Ур.: Yarshater, Ehsan. The Seleucid, Parthian, and Sasanian periods. Cambridge History of Iran. Cambridge: Cambridge University Press. стр. 21—99. ISBN 9780521200929..
- Farrokh, Kaveh (2007). „Parthia from Mark Antony to the Alan Invasions.”. Shadows in the Desert: Ancient Persia at War. Osprey Publishing. ISBN 978-1-84603-108-3.
- Goldsworthy, Adrian (2007). In the name of Rome: The men who won the Roman Empire. Phoenix. ISBN 978-0-7538-1789-6.
- Sartre, Maurice (2005). The Middle East Under Rome. Harvard University Press. ISBN 978-0-674-01683-5.. Translated by Porter, Catherine; Rawlings, Elizabeth.
- Shotter, David (2005). Nero (Second Edition). London and New York: Routledge. ISBN 978-0-415-31942-3.
- Southern, Pat (2007). The Roman Army: A Social and Institutional History. Oxford University Press. ISBN 978-0-19-532878-3.. Oxford University Press. .
- Wheeler, Everett L (2007). „The Army and the Limes in the East”.  Ур.: Gardiner, Robert. A Companion to the Roman Army. Wiley. ISBN 978-1-4051-2153-8.